# Primo ministro del Consiglio di Stato della Repubblica Popolare Cinese
Il primo ministro del Consiglio di Stato della Repubblica Popolare Cinese (中華人民共和國國務院總理T, 中华人民共和国国务院总理S, Zhōnghuá Rénmín Gònghéguó Guówùyuàn ZŏnglĭP) è il leader del Consiglio di Stato della Repubblica Popolare Cinese e quindi capo del governo.
Formalmente il primo ministro è nominato dal presidente ed approvato dal Assemblea nazionale del popolo. Nella pratica il candidato è presentato dall'Ufficio politico del Partito Comunista Cinese. I primi ministri sono sempre stati nominati tra i membri del Comitato permanente dell'ufficio politico del Partito Comunista Cinese.
Il primo ministro, così come il presidente, resta in carica per 5 anni.